# Nadchodzi Polly
Nadchodzi Polly (ang. Along Came Polly) – amerykańska komedia romantyczna.
Okres zdjęciowy: listopad 2002 – luty 2003.

## Fabuła
Reuben Feffer (Ben Stiller) prowadzi spokojne i ułożone życie, z dala od wszelkiego ryzyka. Swoją przyszłość ma starannie zaplanowaną. Pracuje dla firmy ubezpieczeniowej, gdzie zajmuje się oceną ryzyka i jego minimalizacją. Właśnie ożenił się z Lisą (Debra Messing). Jednak podczas miesiąca miodowego niedawno poślubiona małżonka zdradza go z umięśnionym instruktorem nurkowania. Upokorzony i całkowicie załamany Reuben postanawia od tej chwili być jeszcze bardziej ostrożny, a każdą podejmowaną decyzję kilkakrotnie rozważać. Stara się też unikać kolejnych związków z kobietami. Przyjaciel Reubena, Sandy (Philip Seymour Hoffman), zabiera go dla rozrywki na przyjęcie do galerii sztuki, gdzie Reuben przypadkowo spotyka koleżankę z dzieciństwa – Polly Prince (Jennifer Aniston). Polly traktuje swoje życie jak jeden wielki festiwal, każdy dzień – jakby był jej ostatnim, a swoje oryginalne mieszkanie dzieli ze ślepą fretką. Pod wpływem Polly, życie Reubena zostaje wywrócone do góry nogami.

## Obsada
- Jennifer Aniston jako Polly Prince
- Ben Stiller jako Reuben Feffer
- Philip Seymour Hoffman jako Sandy Lyle
- Debra Messing jako Lisa Kramer
- Alec Baldwin jako Stan Indursky
- Hank Azaria jako Claude
- Bryan Brown jako Leland Van Lew
- Jsu Garcia jako Javier
- Michele Lee jako Vivian Feffer
- Bob Dishy jako Irving Feffer
- Masi Oka jako Wonsuk